# Militärflugplatz Plantlünne/Wesel

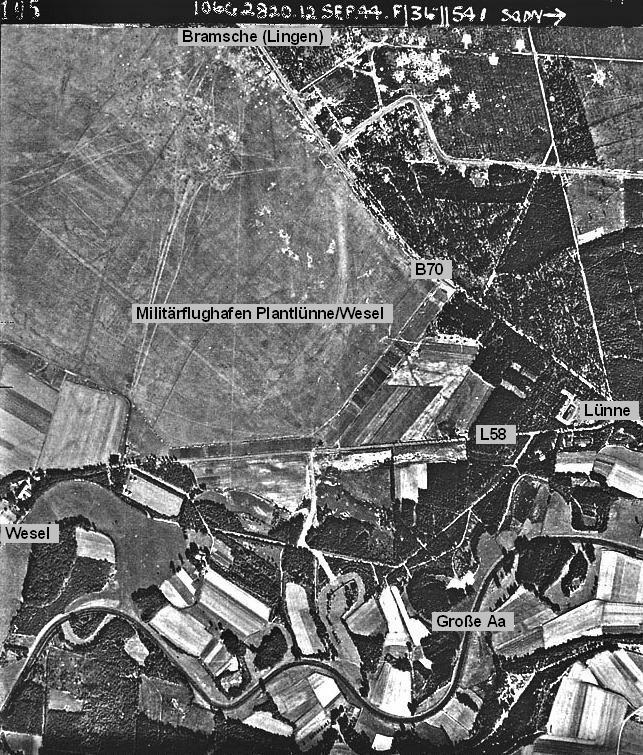
Aufklärungsfoto der Royal Air Force des Militärflugplatzes Plantlünne/Wesel in der Nähe der Stadt Lingen (Ems)

Der Militärflugplatz Plantlünne/Wesel befand sich in der Nähe der Stadt Lingen (Ems) zwischen Bramsche-Wesel und Plantlünne beiderseits der Bundesstraße 70, in Höhe der Mülldeponie Venneberg.

## Geschichte
Seit den späten 1920er Jahren befand sich an dieser Stelle ein Leuchtfeuer zur Orientierung für Nachtflüge und ein Notlandeplatz.
Seit 1935 nutze die Luftwaffe der Wehrmacht den Platz als Notlandeplatz. Ab 1937 wurde er als Einsatzhafen aufgewertet und der Ausbau eingeleitet. Er wurde von Strafgefangenen errichtet, die in bewachten Kolonnen vom Fliegerhorst zum Dortmund-Ems-Kanal zogen, um dort mit Schaufeln und bloßen Händen Schiffsladungen mit Baustoffen und Pflastermaterial für den Flugplatzausbau auf Feldbahnloren oder Lkw zu verladen. Ab 1939 lag eine Fliegerhorstkommandantur und das Flieger-Ausbildungsregiment 82 hier. 
Die folgende Tabelle zeigt eine Auflistung aller fliegender aktiver Einheiten (ohne Schul- und Ergänzungsverbände) der Luftwaffe, die hier zwischen 1939 und 1945 stationiert waren.
| von            | bis           | Einheit                     | Ausrüstung                                |
| -------------- | ------------- | --------------------------- | ----------------------------------------- |
| Oktober 1939   | November 1939 | I./Jagdgeschwader 21        | Messerschmitt Bf 109D/E                   |
| November 1939  | Januar 1940   | I./Jagdgeschwader 27        | Messerschmitt Bf 109E                     |
| Juli 1943      | Oktober 1943  | III./Zerstörergeschwader 26 | Messerschmitt Bf 110                      |
| November 1943  | Dezember 1943 | II./Jagdgeschwader 11       | Messerschmitt Bf 109G                     |
| Mai 1944       | August 1944   | II./Nachtjagdgeschwader 3   | Junkers Ju 88C                            |
| September 1944 | Oktober 1944  | IV./Jagdgeschwader 54       | Focke-Wulf Fw 190A                        |
| November 1944  | März 1945     | III./Jagdgeschwader 26      | Messerschmitt Bf 109K, Focke-Wulf Fw 190D |

Ab Juni 1940 wurden die Einrichtungen nur schrittweise ausgebaut. Gut zwei Kilometer östlich entstand ein Munitionslager mit rund 20 ha Fläche. Durch das Waldgebiet Venneberg wurden zudem breite Schneisen geschlagen und mit asphaltierten Straßen erschlossen, an denen man Abstellplätze für die Flugzeuge einrichtete, ebenso eine Flugzeugwerft.
Für diese Arbeiten und auch bei dem Bau von Flakstellungen wurden unter anderem kriegsgefangene Rotarmisten eingesetzt. Sie waren in einer separaten Baracke im Lager Venneberg einquartiert und unzureichend versorgt, so dass Hungertote zu verzeichnen waren.
Nach mehreren Bombardierungen nahmen die Briten am 9. April 1945 den Flugplatz in Besitz und flogen von dort aus Einsätze. Ein tragischer Irrtum nahm hier am 3. Mai 1945 seinen Anfang. Britische Kampfflugzeuge stiegen auf und versenkten in der Lübecker Bucht die Cap Arcona und Thielbek, auf denen sich zahlreiche Häftlinge des KZ Neuengamme befanden.

## Galerie

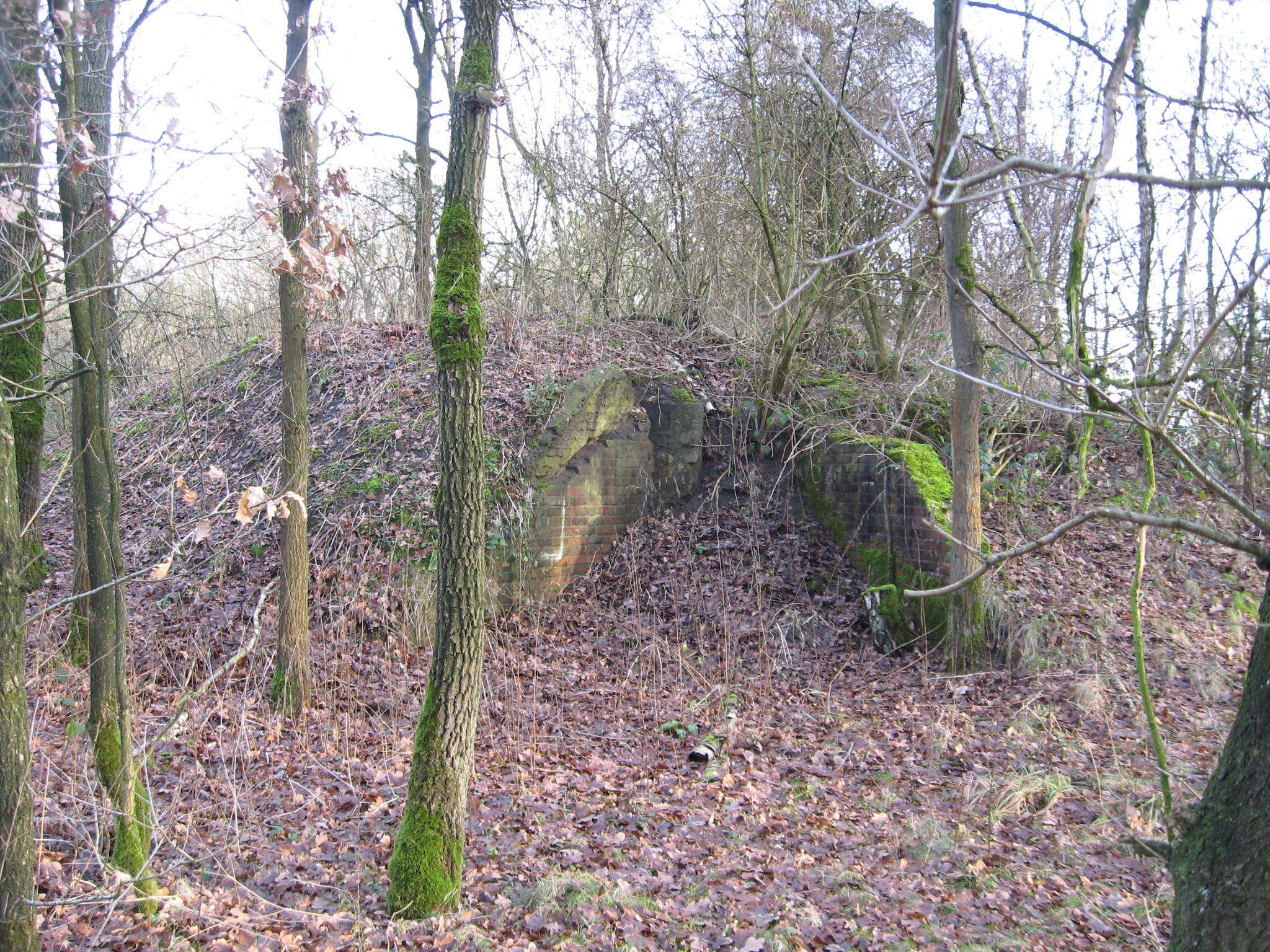
Bunkerruine
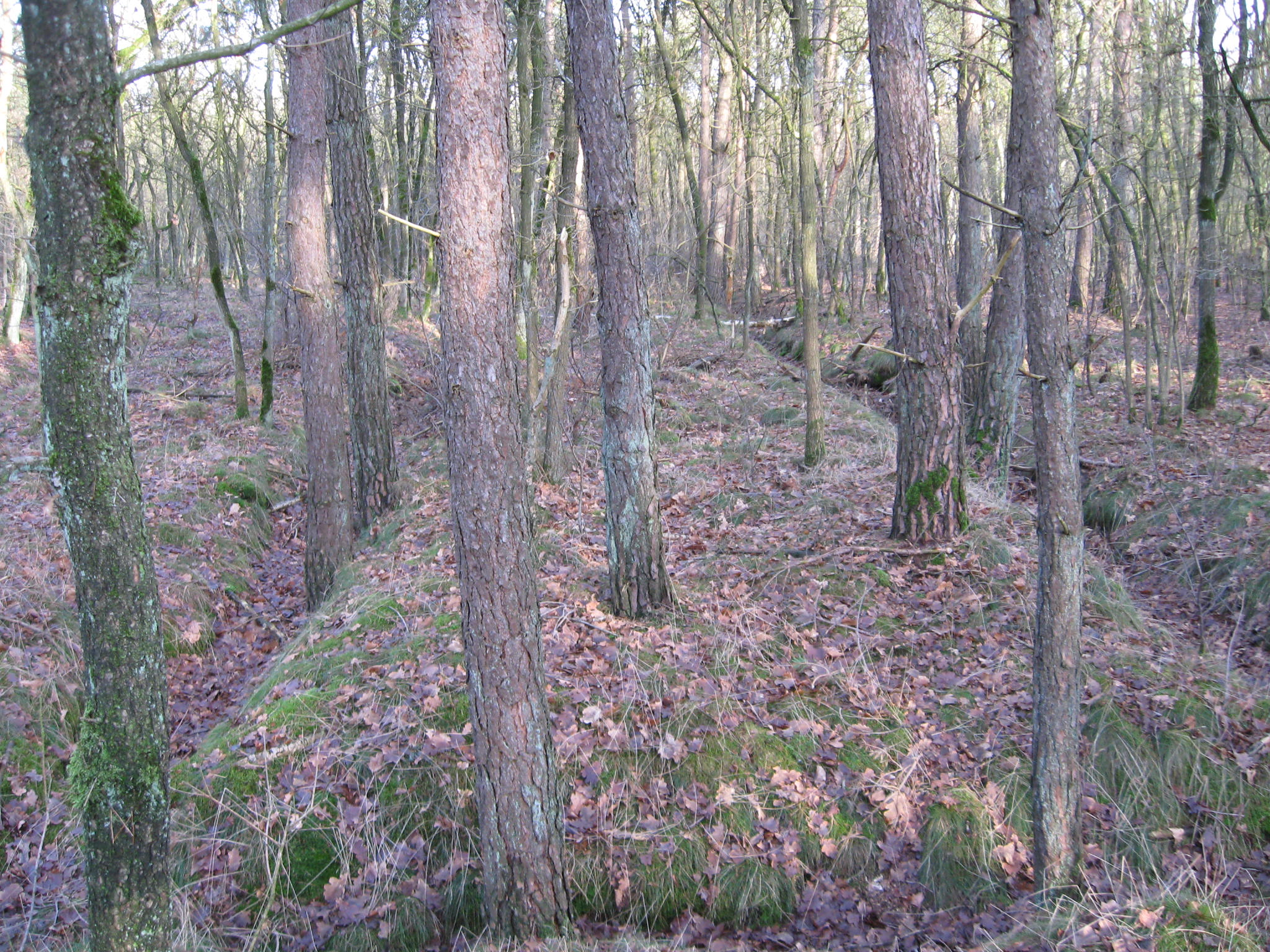
Grabensystem
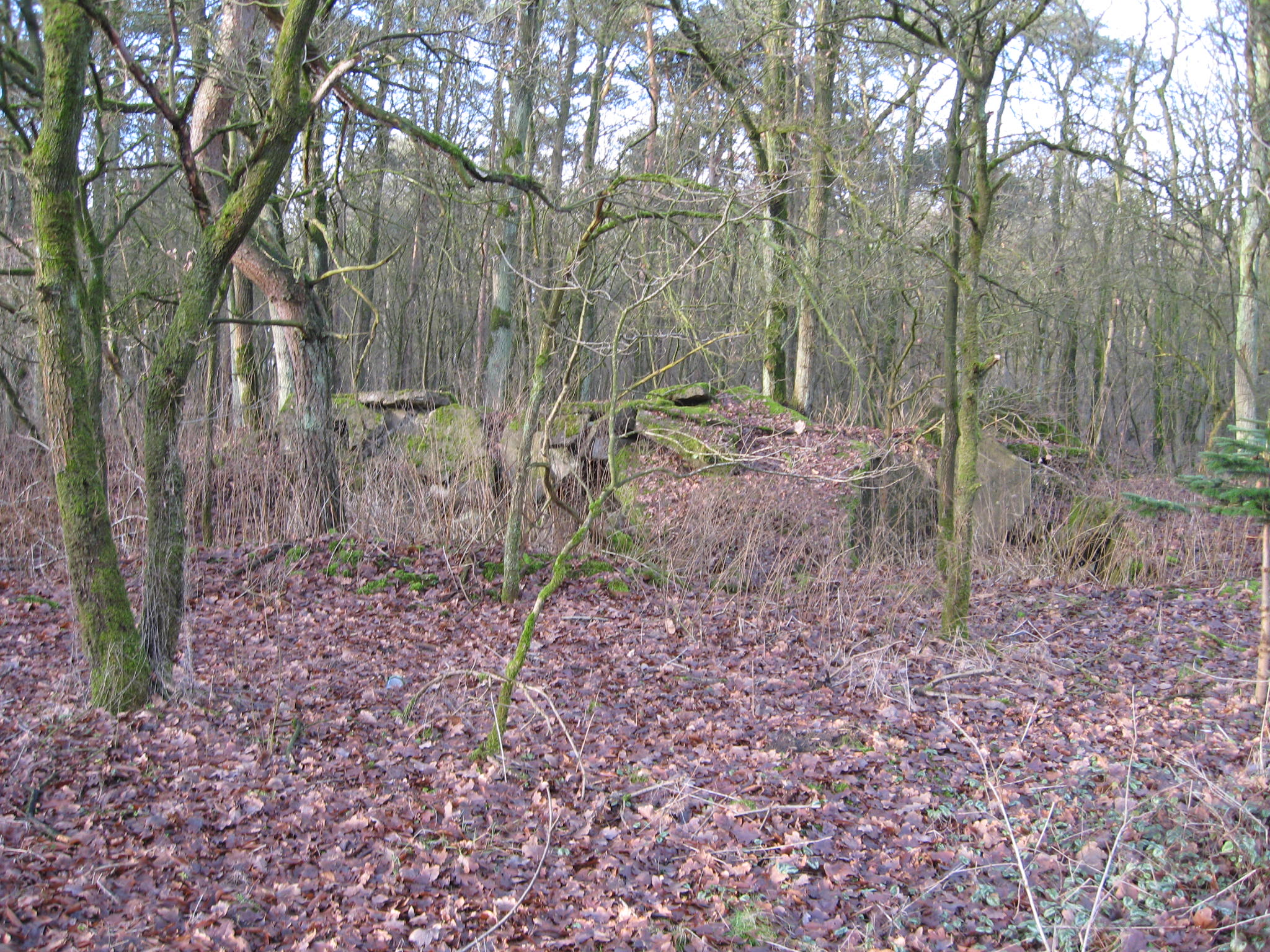
Militärruine
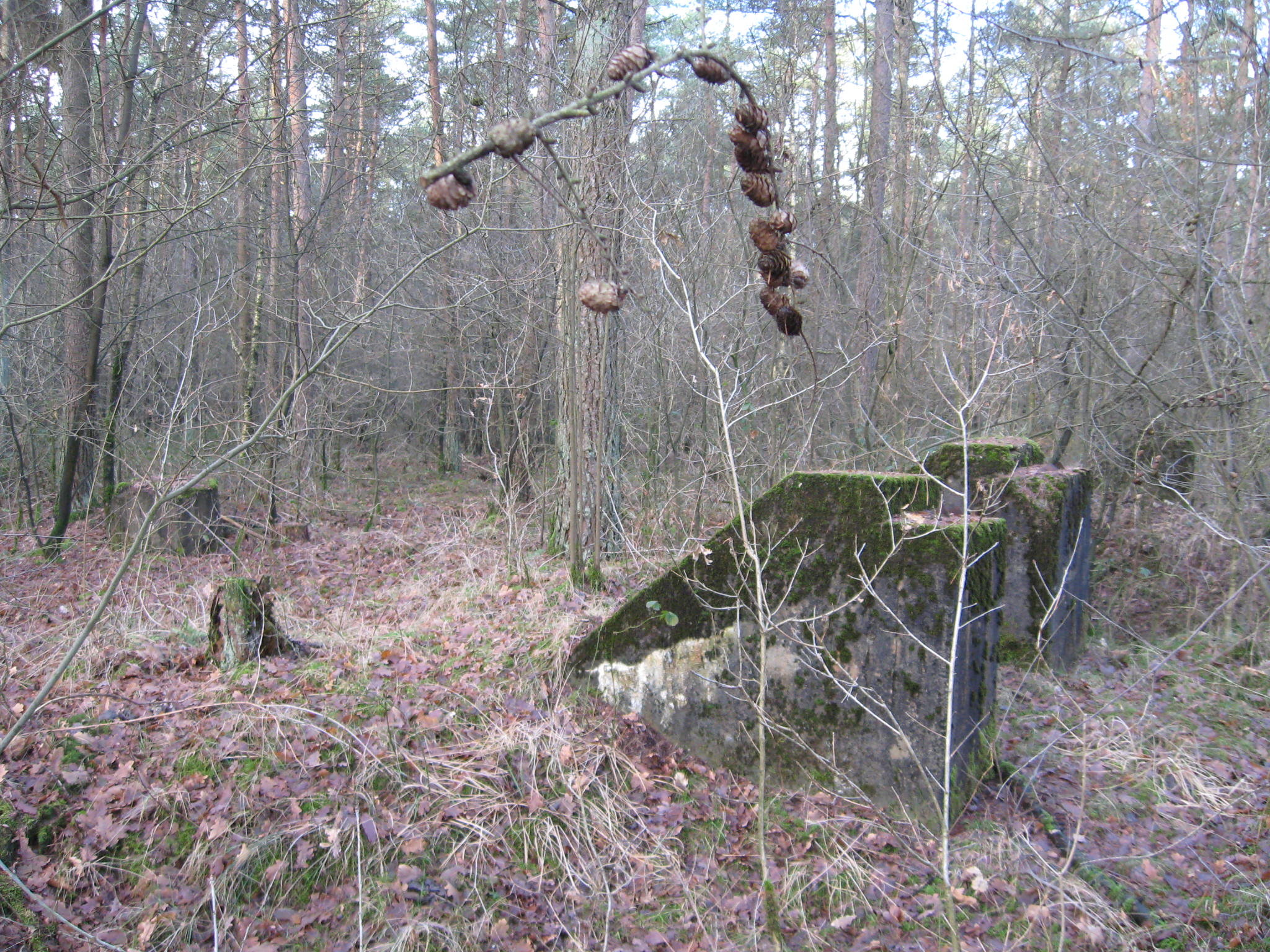
Flakstellung